# Hipoteza
Hipoteza je predloženo objašnjenje fenomena ili razumna pretpostavka koje predlaže moguću korelaciju između više fenomena. Termin se izvodi iz grčkog jezika, hypotithenai znači staviti ispod ili pretpostaviti. Znanstvenu hipotezu mora biti moguće provjeriti i općenito se temelji na prethodnim opažanjima ili proširenjima znanstvenih teorija. Utvrđena i dokazana hipoteza čini teoriju.

## Uporaba
Ranije, pojam hipoteze odnosio se na pametnu ideju ili na pojednostavljeni matematički prikaz kompliciranih kalkulacija, kada se upotrebljavao ovako, termin nije nužno imao neko specifično značenje, kardinal Bellarmine dao je slavni primjer starom značenju riječi u upozorenju upućenom Galileu u 17. stoljeću: da ne mora tretirati kretanje Zemlje kao stvarnost, nego kao samo hipotezu.
Danas se pojam hipoteze odnosi na pretpostavku, ideju čiju valjanost treba tek provjeriti. Kako bi bila provjerena, specifičnost hipoteze mora biti definirana specifičnim terminima. Hipoteza zahtijeva rad istraživača kako bi je potvrdio ili odbacio. Potvrđena hipoteza može postati dio teorije ili ponekad može sama postati teorija. Uobičajeno, znanstvene hipoteze imaju oblik matematičkog modela. Katkada mogu biti oblikovane kao egzistencijalne izjave.
Svaka korisna hipoteza omogućit će predviđanje logičnim razmišljanjem, uključujući deduktivne metode. Može predvidjeti ishod eksperimenta u laboratorijskom okruženju ili promatranjem pojave u prirodi. Predviđanje također može biti statističko i govoriti samo o vjerojatnosti. Karl Popper (austrijski i britanski filozof, profesor na London School of Economics i jedan od najutjecajnijih filozofa znanosti u dvadesetom stoljeću) smatrao je da se za hipotezu mora pretpostaviti da može biti pogrešna, i da se prijedlog ili teorija ne može zvati znanstvenom ako ne priznaje mogućnost da se pokaže pogrešnom. Ovim dodatnim kriterijem, mora biti bar u principu moguće napraviti obzervaciju koja bi pokazala da je prijedlog pogrešan, čak i ako se ta observacija nikada ne izvede. To može puno pojednostavniti proces testiranja kako bi se odredilo ima li hipoteza slučajeve u kojima je pogrešna.
Vrlo je važno da je ishod za vrijeme trajanja istraživanja nepoznat ili s razlogom pod stalnim istraživanjem. Samo u ovom slučaju eksperiment, testiranje ili studija potencijalno povećava vjerojatnost da je hipoteza istinita. Ako je ishod već poznat zove se posljedica i već je trebala biti razmotrena pri formuliranju hipoteze. Ako predviđanja nisu dostupna promatranju ili iskustvu, hipoteza još nije korisna i mora čekati druge koji kasnije mogu omogućiti promatranje. Na primjer, nova tehnologija ili teorija može omogućiti potrebne eksperimente.

## Vrste hipoteze
Prijedlozi mogu doći u obliku izjave ili korelacije između dvije ili više stvari, ali bez izjave da nužno postoji odnos uzroka i posljedice, na primjer: 'Kada se mijenja A, mijenja se i B'. Ili, prijedlog može imati oblik izjave o uzročno – posljedičnoj povezanosti ('A uzrokuje B'). Primjer pretpostavke koja često uključuje izjavu o uzročno – posljedičnoj povezanosti je: Ako se određena nezavisna varijabla promjeni, također postoji promjena u određenoj ovisnoj varijabli. Ovo je također poznato kao 'Ako i onda' izjava, bilo da uključuje direktnu uzročno posljedičnu povezanost ili ne.
Hipoteza o mogućoj korelaciji ne govori o uzroku i učinku samima, samo izjavljuje da je 'A povezano s B'. Kauzalni odnosi mogu se teže provjeriti nego korelacije, jer su često uključene varijable kod kojih se ne mogu isključiti vanjski utjecaji, a mogu pridonijeti izgledu vjerojatne povezanosti uzroka i posljedice, ali daljnjim istraživanjem može se ispostaviti da direktan utjecaj dolazi od nekog drugog faktora nego što je izraženo u pretpostavci. Također, sama promatranja promjene jedne varijable, povezane s promjenom druge varijable, mogu zamijeniti efekt s uzrokom, i obratno.
Empirijske hipoteze koje su uzastopno provjeravane mogu postati dovoljno pouzdane da se u jednom trenutku za njih može smatrati da su dokazane, te tada dobivaju naziv zakoni. Suprotno, takve konstantno verificirane hipoteze mogu biti smatrane jednostavno 'dovoljno provjerenima' ili 'pouzdanima'.

## Evaluacija hipoteza
Hipotetsko – deduktivna metoda zahtjeva da hipoteza bude promatrana tako da znanstvena zajednica smatra da se može dokazati da su pogrešne (a ako je i potvrđena, hipoteza nije nužno i dokazana, nego ostaje provizorna). 
Kao primjer: netko tko ulazi u novu zemlju i promatra samo bijele ovce može formirati hipotezu da su sve ovce u toj zemlji bijele. To se može smatrati hipotezom, ako smatramo da može biti i pogrešna. Svatko bi mogao pobiti tu hipotezu uočavanjem jedne crne ovce. Ako pretpostavimo da su eksperimentalne nepoznanice male (primjerice, da netko ne može dovoljno dobro razlikovati crnu ovcu od primjerice koze), i pretpostavimo da je onaj tko izvodi pokus točno interpretirao izjavu hipoteze (primjerice, uključuje li pojam 'ovce' i ovnove?), pronalazak crne ovce pobija hipotezu 'samo bijele ovce'. To je vjerojatno najjednostavniji način da se razumije termin 'hipoteza'.
Prema Schicku i Vaughinu (2002.), istraživači koji odmjeravaju alternativne hipoteze moraju uzeti u obzir:
- Mogućnost provjere
- Jednostavnost (slično pravilu 'Occamove britvice' – da je najjednostavnije objašnjenje najčešće ono točno, nastojeći otkloniti preveliki broj manje vjerojatnih mogućnosti)
- Vidokrug – očitu povezanost hipoteze s više različitih pojava
- Plodnost – vjerojatnost da će hipoteza pomoći objasniti neke druge fenomene u budućnosti
- Konzervatizam – stupanj podudaranja s postojećim, prepoznatim, sustavom znanja.

## Citati
- Hypotheses non fingo. (hrv. Ne podvaljujem hipoteze.) – Isaac Newton[nedostaje izvor]

## Bliskoznačnice
Neke od bliskoznačnica pojma hipoteze su pretpostavka, supozicija, ali i glagolske imenice, primjerice: pretpostavljanje, predmnijevanje i slično.